# Svend Erik Bjerg
Svend Erik Bjerg (* 16. November 1944 in Maribo; † 2. August 2023) war ein dänischer Radrennfahrer und nationaler Meister im Radsport.

## Sportliche Laufbahn
Bjerg war im Straßenradsport sowie im Bahnradsport aktiv und Teilnehmer der Olympischen Sommerspiele 1968 in Mexiko-Stadt. Im olympischen Straßenrennen kam er auf den 68. Rang. 1972 startete er bei den Olympischen Sommerspielen in München auf der Bahn. In der Mannschaftsverfolgung schied der dänische Vierer mit Gunnar Asmussen, Svend Erik Bjerg, Reno Olsen und Bent Pedersen in der Vorrunde aus.
1966 gewann er mit Henning Petersen und Per Nørup-Hansen die nationale Meisterschaft im Mannschaftszeitfahren. 1964 und 1972 wurde er Vize-Meister. Im Straßenrennen wurde er 1971 hinter Bent Pedersen Vize-Meister, 1967 war er Dritter im Meisterschaftsrennen. In der Internationalen Rheinland-Pfalz-Rundfahrt 1968 wurde er Vierter. 1974 gewann er das Eintagesrennen Rund um Düren vor Gregor Braun. 1972 holte er den dänischen Titel in der Mannschaftsverfolgung mit Reno Olsen, Bent Pedersen und Per Lyngemark. Bjerg startete für den Verein LCC Kongens Lyngby.